# Michael Otto (Künstler)

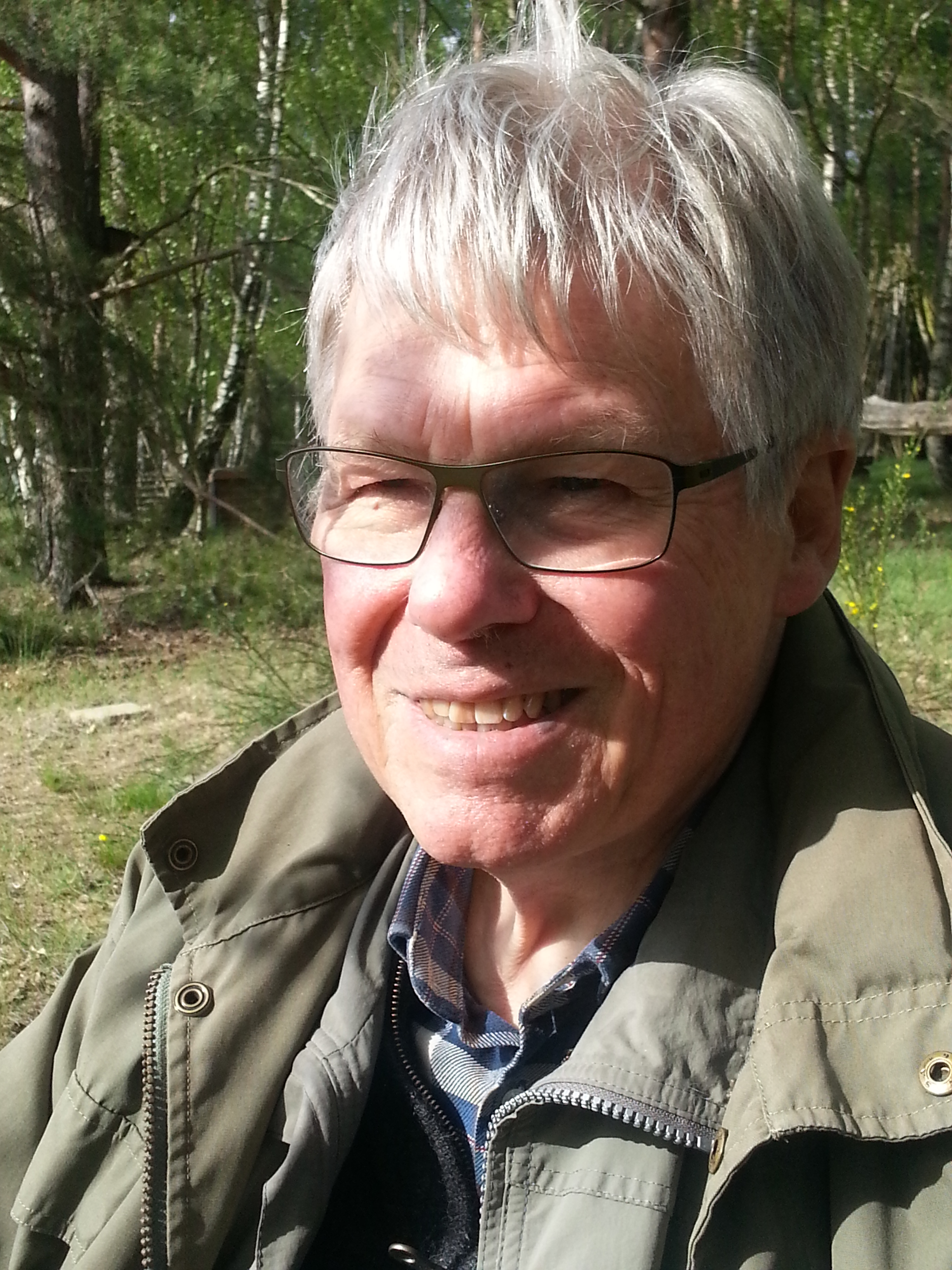
Michael Otto, 2015

Michael Otto (* 3. Februar 1938 in Luckenwalde) ist ein deutscher Maler und Grafiker.

## Leben
Otto wurde als Sohn eines Pfarrers geboren und wuchs unter anderem in Erkner bei Berlin auf. Er lebt seit 1957 in Berlin und studierte unter anderem an der Hochschule der Künste Berlin. Er ist Schüler des Graphikers Werner Bürger. Seit 1973 unterrichtete er Zeichnen am Lette-Verein Berlin. Seit 1970 stellte er in Graphiken, seit 1980 zunehmend in Ölbildern Stadtlandschaften im damaligen West-Berlin dar.
Sein Schwerpunkt lag dabei auf übersehenen Aspekten, wie etwa Abbruchhäuser, Baulücken, Friedhöfe, die Berliner Mauer, Stadtautobahnen, S-Bahn-Unterführungen und Bauwagen.
Seine Radierungen und Gemälde gaben eine weitverbreitete Stimmung im West-Berlin der siebziger und achtziger Jahre wieder und stehen in der Tradition eines kritischen Realismus.
Michael Otto war mit den Künstlern Theodor Rosenhauer, Jakob Bräckle, Werner Berg und Werner Gürtner befreundet, die ihn beeinflussten; diese Begegnungen verarbeitete er teilweise auch literarisch. 1998 wurde ihm der ARAG-Kunstpreis verliehen. Seit diesem Jahr lebt er als freier Künstler im Berliner Stadtteil Friedrichshagen und teilweise in Rumänien.
Seit dem Mauerfall bezog Otto das Berliner Umland in sein Werk ein und begleitete den Wandel in Berlin mit ironischen großformatigen Bildern. Seit 2001 befasste sich Michael Otto intensiver mit den Landschaften Siebenbürgens in Rumänien; auch hier malte er übersehene Landschaften wie das Stahlwerk Copșa Mică bei Hermannstadt (Sibiu).
Werke von Michael Otto besitzen u. a. das Stadtmuseum Berlin, die Berlinische Galerie, die Fürst Donnersmarck-Stiftung, die Kommunale Galerie Charlottenburg-Wilmersdorf, der XII. Bezirk von Budapest (Hegyvidék), das Kunstmuseum Norrköping, die Stadt Linköping, die Weberbank (Berliner Industriebank), das Land Baden-Württemberg und die Deutsche Bundesbank.
Er ist als gegenständlicher Maler Mitglied im Künstlersonderbund in Deutschland und im Verein Berliner Künstler.